# Condado de Asotin
El condado de Asotin es uno de los 39 condados del estado estadounidense de Washington. Al año 2000, su población era de 20.551 habitantes. Su sede es Asotin, y su ciudad más grande es Clarkston.
Asotin es un derivado de una palabra Nez percé que significa "arroyo del águila".
El condado de Asotin fue creado a partir del Condado de Garfield el 27 de octubre de 1883.

## Localidades reconocidas

### Ciudades
- Asotin (1.095)
- Clarkston (7.337)

### Lugares designados por el censo
- Clarkston Heights-Vineland (6.117)
- West Clarkston-Highland (4.707)